# SugarlessII
『SugarlessII』（シュガーレス・ツー）は、日本のシンガーソングライター・スガシカオのコンピレーション・アルバム。2011年8月10日にオーガスタレコードより発売された。

## 音楽性
2001年に発売されたコンピレーション・アルバム『Sugarless』の続編。新曲や他アーティストへの提供曲のセルフカバー、アルバム未収録となっていたシングルのカップリング曲などで構成されている。
本作について、スガシカオは「"Sugarless" シリーズはカップリング曲集ではないけれど、こうやってカップリング曲が何曲か集まると、恥ずかしいくらい自分の性格を他人に読まれちゃうんだろうなって思いますね」「最近の活動がファンキーに踊ってイケイケなイメージできているので、カップリングはバラードが多くなり、必然的にバラード色の強いアルバムに仕上がったと思います」と語っている。

## リリース・プロモーション
通常盤のみの1形態で発売。初回仕様特典として、スリーブケース仕様および15周年記念スペシャル特典抽選応募ハガキが封入されている。ミュージック・ビデオ集DVD『THE BEST MUSIC CLIPS OF SUGA SHIKAO 2004-2011』と同時発売。
本作のアートディレクターは新家敏之が担当。
本作発売翌日の2011年8月11日、特別番組『スガ シカオ TALK＆LIVE 「SugarlessII」 in ニコファーレ』がニコニコ生放送でオンエアされた。
2017年にレーベルであるオーガスタレコードがアリオラジャパンからユニバーサルミュージック内に移管されたことに伴い、2018年1月3日に本作を含む51作品が「AUGUSTA RECORDS CATALOG」として再発売された。

## 収録曲
- 全作詞・作曲：スガシカオ（#5, #16, #18除く） / プロデュース：スガシカオ

1. コーヒー [4:59]
  - サウンド・プロデュース：亀田誠治

新曲。
2008年に開催されたホールツアー『Shikao Suga Tour 2008 FUNKAHOLiC』で披露されていた楽曲。直近に発売されたアルバム『FUNKASTiC』には合わないと収録が見送られ、今回がCD化となった[8]。
ミュージック・ビデオが制作されており、オフィスオーガスタの公式YouTubeチャンネルで公開されている。
2. 月とナイフ (piano ver.) [3:31]
  - サウンド・プロデュース：森俊之

1stアルバム『Clover』収録曲のアレンジ・バージョン。
27thシングル『サヨナラホームラン』のカップリングに「～FAN-KEY-TRAIN リクエスト・トラック～」として収録されていた楽曲。
3. ホームにて [4:34]
  - サウンド・プロデュース：森俊之

19thシングル『19才』カップリング曲。
4. 夏陰 〜なつかげ〜 (Original ver.) [4:23]
  - 編曲：Jess Bailey

24thシングル『コノユビトマレ』カップリング曲。
5. ファスナー <with 桜井和寿 (Mr.Children)> [4:42]
  - 作詞・作曲：桜井和寿

Mr.Childrenの10thアルバム『IT'S A WONDERFUL WORLD』収録曲のカバー。
桜井がゲストボーカルとして参加。アコースティック・ギター2本だけのアレンジとなっている[9]。
スガのファンを公言する桜井がスガ作品から強くインスパイアを受けたと語る楽曲[3]で、スガも自身の弾き語りライブ『Hitori Sugar Tour』で本楽曲をカバーしており思い入れが強かったことから選曲された[10]。2010年にMr.Childrenの映画『Mr.Children / Split The Difference』でスガが本楽曲をMr.Childrenと共に披露していたことから、今回はバンド形態ではなく桜井と弾き語りでのセッションとなった[9]。
スガは「バトルな感じ」を出したかったため[11]、事前にアレンジを決めずレコーディング当日に歌唱パートや演奏パートを決めたという[5]。
6. TOKYO LIFE [4:26]
  - サウンド・プロデュース：森俊之

25thシングル『Party People』カップリング曲。
積水ハウス「シャーメゾン」CMソング[12]。
7. コンビニ [4:19]
  - サウンド・プロデュース：Stephen Jones

22ndシングル『NOBODY KNOWS』カップリング曲。
8. 真夜中の貨物列車 [5:06]
20thシングル『真夏の夜のユメ』カップリング曲。
9. ネコさん [3:43]
26thシングル『はじまりの日 feat. Mummy-D』カップリング曲。
10. ガリレオの数式 [4:40]
  - サウンド・プロデュース：亀田誠治

新曲。
11. 黒いシミ [3:38]
  - サウンド・プロデュース：森俊之

15thシングル『秘密』カップリング曲。
12. Progress (piano ver.) [5:03]
  - サウンド・プロデュース：武部聡志

kōkuaの楽曲のアレンジ・バージョン。
28thシングル『約束』のカップリングに「～FAN-KEY-TRAIN リクエスト・トラック～」として収録されていた楽曲。
13. アオゾラペダル [5:13]
  - サウンド・プロデュース：森俊之

嵐への提供曲のセルフカバー。
14. 世界が終わる5秒前 [3:12]
  - サウンド・プロデュース：森俊之

27thシングル『サヨナラホームラン』カップリング曲。
15. ぬるいビール [3:18]
25thシングル『Party People』カップリング曲。
16. Loveless [5:22]
  - 作詞・作曲：岡本定義

COILのトリビュート・アルバム『10th Anniversary Songs 〜Tribute to COIL〜』収録曲。
17. 1/3000ピース [4:35]
  - サウンド・プロデュース：亀田誠治

22ndシングル『NOBODY KNOWS』カップリング曲。
積水ハウス「シャーメゾン」CMソング[13]。
18. Real Face [4:41]
  - 作詞：スガシカオ / 作曲：松本孝弘 (B'z) / Rap詞：JOKER / サウンド・プロデュース：田中義人

KAT-TUNへの提供曲のセルフカバー。

## 参加ミュージシャン
- スガシカオ：vocal (#1 - #18), acoustic guitar (#5, #8, #9, #14, #15), electric guitar (#3, #6, #9, #11, #14, #15), bass (#11, #14, #15), chorus (#5), programming (#9)
- 桜井和寿：vocal (#5), acoustic guitar (#5), chorus (#5)
- Bryan Kessler：acoustic guitar (#7)
- 小倉博和：acoustic guitar (#17), electric guitar (#17)
- 西川進：electric guitar (#1, #10)
- John Thenis：electric guitar (#4)
- 田中義人：electric guitar (#6, #18), gut guitar (#9)
- 間宮工：electric guitar (#13)
- 亀田誠治：bass (#1, #10, #17)
- 松原秀樹：bass (#3)
- Mark Smith：bass (#4)
- 坂本竜太：bass (#6, #18), wood bass (#9)
- Stephen Jones：bass (#7)
- 根岸孝旨：bass (#13)
- 河村“カースケ”智康：drums (#1, #17)
- Jeremy Stacey：drums (#4)
- ノエル沖本：drums (#7), percussion (#7)
- 沼澤尚：drums (#11)
- あらきゆうこ：drums (#13)
- 岸田容男：drums (#18)
- 大儀見元：percussion (#15)
- 斎藤有太：piano (#1)
- 森俊之：piano (#2), keyboards (#3, #6, #8, #11, #13 - #15), programming (#3, #6, #8, #11, #13 - #16)
- 武部聡志 (from kōkua)：piano (#12)
- 中西康晴：piano (#17)
- Jess Bailey：keyboards (#4)
- 林田 "pochi" 裕一：keyboards (#18)
- 金原千恵子ストリングス：strings (#1, #17)
- Gravyn Wright：violin (#4)
- Julian Leaper：violin (#4)
- Perry Montague-Mason：violin (#4)
- Patrick Kiernan：violin (#4)
- Boguslav Kostecki：violin (#4)
- Warren Zielinski：violin (#4)
- Peter Lale：viola (#4)
- Bruce White：viola (#4)
- Martin Loveday：cello (#4)
- David Daniels：cello (#4)
- 飯田高広：manipulator (#10)